# 453 v. Chr.
Portal Geschichte | Portal Biografien | Aktuelle Ereignisse | Jahreskalender | Tagesartikel

◄ |
6. Jahrhundert v. Chr. |
5. Jahrhundert v. Chr. |
4. Jahrhundert v. Chr. |
►

◄ | 470er v. Chr. | 460er v. Chr. | 450er v. Chr. | 440er v. Chr. |
430er v. Chr. |
►

◄◄ | ◄ | 456 v. Chr. | 455 v. Chr. | 454 v. Chr. | 453 v. Chr. |
452 v. Chr. |
451 v. Chr. |
450 v. Chr. |
► |
►►

## Geboren
- um 453 v. Chr.: Artaxerxes II., persischer Großkönig aus der Achämeniden-Dynastie

## Gestorben
- Sextus Quinctilius Varus, römischer Konsul